# ГЕС Сондріо
ГЕС Сондріо (італ. centrale de Sondrio) — гідроелектростанція на півночі Італії. Знаходячись після ГЕС Ланзада, становить нижній ступінь каскаду на річці Лантерна (ліва притока Адди, яка через По належить до басейну Адріатичного моря), що дренує південний схил гірського хребта Берніна.
Відпрацьована на станції Ланзада вода потрапляє до нижнього балансуючого резервуару, звідки, поповнена водою із Лантерни, подається через лівобережний гірський масив по дериваційному тунелю довжиною 10 км. На своєму шляху він отримує додатковий ресурс із нижньої течії річки Antognasco (можна зауважити, що з її верхньої течії раніше вже здійснюється відбір води для станції Ланзада). На завершальному етапі тунель переходить у напірний водогін довжиною 1,4 км.   
Машинни зал спорудили вже в долині Адди. Він обладнаний двома турбінами типу Пелтон загальною потужністю 148 МВт, які при напорі у 700 метрів забезпечують виробництво 410 млн кВт·год електроенергії на рік.
Відпрацьована вода відводиться до Адди по каналу довжиною 1,4 км.